# ACH Volley
Maillots
L'ACH Volley est un club de volley-ball slovène, créé en 1970 à Bled, transféré en 1998 à Radovljica (Haute-Carniole), puis en 2011 à Ljubljana et évoluant au plus haut niveau national.

## Historique
- 1970-2011 : OK Bled (au sein du Partizan Bled)
  - 1999-2000 : ELVO Bled
  - 2000-2001 : MERKUR Bled
  - 2001-2003 : MERKUR LIP Bled
  - 2003-2004 : LIP Bled
  - 2004-2007 : Autocommerce Bled
  - 2007-2011 : ACH Volley Bled
- 2011- : ACH Volley Lublana

## Bilan sportif

### Palmarès
| Compétitions nationales | Compétitions internationales |
| - Championnat de Slovénie (20) - Champion : 2000, 2005, 2006, 2007, 2008, 2009, 2010, 2011, 2012, 2013, 2014, 2015, 2016, 2017, 2018, 2019, 2020, 2022, 2023, 2024. - Vice-champion : 2001, 2002, 2021. - Coupe de Slovénie (14) - Vainqueur : 2005, 2007, 2008, 2009, 2010, 2011, 2012, 2013, 2015, 2018, 2019, 2020, 2022, 2023. | - Top Teams Cup (1) - Vainqueur : 2007. - Championnat centre-européen (13) - Vainqueur : 2007, 2008, 2010, 2011, 2013, 2014, 2016, 2017, 2019, 2020, 2021, 2022, 2023. - Finaliste : 2009, 2012. |

### Saison par saison
| Saison    | Championnat | Championnat | Championnat     | Championnat | Championnat | Championnat | Championnat | Championnat | Coupe de Slovénie | Championnat centre-européen | Coupe d'Europe      | Coupe d'Europe |
| Saison    | Division    | Niveau      | Phase régulière | Pts         | M           | V           | D           | Play-offs   | Coupe de Slovénie | Championnat centre-européen | Compétition         | Tour           |
| --------- | ----------- | ----------- | --------------- | ----------- | ----------- | ----------- | ----------- | ----------- | ----------------- | --------------------------- | ------------------- | -------------- |
| 2009-2010 | 1. DOL      | 1           | 1er/6           | 33          | 10          | 9           | 1           | Champion    | Vainqueur         | Vainqueur                   | Ligue des champions | 1/2 finales    |
| 2010-2011 | 1. DOL      | 1           | 1er/6           | 35          | 10          | 10          | 0           | Champion    | Vainqueur         | Vainqueur                   | Ligue des champions | Playoff à 12   |
| 2011-2012 | 1. DOL      | 1           | 1er/10          | 54          | 18          | 18          | 0           | Champion    | Vainqueur         | Finaliste                   | Ligue des champions | Poules         |
| 2011-2012 | 1. DOL      | 1           | 1er/10          | 54          | 18          | 18          | 0           | Champion    | Vainqueur         | Finaliste                   | Coupe de la CEV     | 1/2 finales    |
| 2012-2013 | 1. DOL      | 1           | 1er/6           | 35          | 10          | 10          | 0           | Champion    | Vainqueur         | Vainqueur                   | Ligue des champions | Playoff à 12   |
| 2013-2014 | 1. DOL      | 1           | 1er/6           | 29          | 10          | 9           | 1           | Champion    | 1/2 finales       | Vainqueur                   | Ligue des champions | Poules         |
| 2014-2015 | 1. DOL      | 1           | 1er/10          | 54          | 18          | 18          | 0           | Champion    | Vainqueur         | 1/2 finales                 | Ligue des champions | Poules         |
| 2015-2016 | 1. DOL      | 1           | 1er/10          | 48          | 18          | 16          | 2           | Champion    | Finaliste         | Vainqueur                   | Ligue des champions | Poules         |
| 2016-2017 | 1. DOL      | 1           | 1er/10          | 49          | 18          | 17          | 1           | Champion    | Finaliste         | Vainqueur                   | Ligue des champions | Poules         |
| 2017-2018 | 1. DOL      | 1           | 1er/10          | 54          | 18          | 18          | 0           | Champion    | Vainqueur         | 1/2 finales                 | Coupe de la CEV     | 1/4 de finale  |
| 2018-2019 | 1. DOL      | 1           | 1er/10          | 53          | 18          | 18          | 0           | Champion    | Vainqueur         | Vainqueur                   | Ligue des champions | Poules         |
| 2019-2020 | 1. DOL      | 1           | 1er/6           | 36          | 9           | 8           | 1           | Champion    | Vainqueur         | Vainqueur                   | Ligue des champions | Poules         |
| 2020-2021 | 1. DOL      | 1           | 2e/8            | 52          | 21          | 17          | 4           | Finaliste   | Finaliste         | Vainqueur                   | Ligue des champions | Poules         |
| 2021-2022 | 1. DOL      | 1           | 1er/8           | 64          | 25          | 21          | 4           | Champion    | Vainqueur         | Vainqueur                   | Challenge Cup       | 1/2 finales    |
| 2022-2023 | 1. DOL      | 1           | En cours        |             |             |             |             |             | En cours          | En cours                    | Ligue des champions | En cours       |

## Joueurs et personnalités du club

### Entraîneurs
- 2006-2008 :  Dragutin Baltić
- 2008-2010 :  Glenn Hoag
- 2010-2012 :  Igor Kolaković
- 2012-2014 :  Luka Slabe
- 2014-2015 :  Bogdan Kotnik
- 2016-2018 :  Zoran Kedačič
- 2019-2021 :  Matija Pleško
- 2021-2022 :  Mladen Kaši
- 2022-2024 :  Radovan Gačič
- 2024- :  Matjaž Hafner

### Joueurs emblématiques
- Mitja Gasparini
- Jayson Jablonsky
- Matevž Kamnik
- Uroš Kovačević
- Jan Kozamernik
- Alen Pajenk
- Miha Plot
- Milan Rašić
- Mory Sidibé
- Tine Urnaut